# Rastrellamento alle Rocche Bianche
Il rastrellamento alle Rocche Bianche avvenne tra il 27 e il 28 novembre 1944 nell'omonima località, nella frazione di Segno del comune italiano di Vado Ligure, in provincia di Savona.

## Antefatti
Il grande rastrellamento del 28 novembre 1944 fu l'avvenimento militare più significativo, se non l'ultimo dei grandi scontri avvenuti fra partigiani e nazifascisti, organizzato contro le quattro Brigate Garibaldine: III - IV - V - VI, allo scopo di annientare la Resistenza partigiana savonese. I nazifascisti credevano, di fronte alla stasi della situazione sui fronti di guerra da parte delle forze alleate, che la fase finale della Seconda Guerra Mondiale sarebbe stata rimandata alla primavera del 1945, per cui, nell'imminenza dell'inverno immaginavano di poter distruggere le formazioni partigiane. Pertanto il 25 novembre 1944, il Comando della 43ª Divisione tedesca dispose l'attuazione di una grande operazione di rastrellamento, sui due versanti della dorsale alpina e cioè su quello marittimo alpino a ponente di Savona, sulle alture di Vado Ligure, e su quello più montano nell'Alta Val Bormida occidentale, impegnando nell'operazione oltre 10 000 uomini. Sul versante marittimo alpino savonese vennero impiegati reparti del 5º Reggimento della San Marco coadiuvati da Brigate Nere e da militi della G.N.R.; su quello più montano verso l'alta Val Bormida vennero impiegati soldati tedeschi coadiuvati da Brigate Nere, militi della G.N.R. e Cacciatori degli Appennini.
L'autunno-inverno del 1944 fu il periodo scelto dai tedeschi per sferrare azioni massicce e decisive contro le formazioni partigiane su tutto il territorio dal Veneto alla Lombardia, dal Piemonte all'Emilia, alla Liguria, alle Marche e alla Toscana, sapendo che il movimento partigiano versava in un momento critico. La resistenza armata, infatti, si era formata con il contributo spontaneo, ma eterogeneo di singoli e/o di gruppi di persone di provenienza diversa (esercito italiano, perseguitati politici, militanti politici, giovani renitenti alla leva, soldati fascisti e San Marco disertori…), senza una formazione militare specifica e con motivazioni intese non da tutti allo stesso modo e tempi più lunghi e maggiore disponibilità di mezzi sarebbero stati necessari per potersi meglio organizzare contro un nemico ben inquadrato militarmente e dotato di armi automatiche. Dalla costituzione del Distaccamento "F. Calcagno", avvenuta nel novembre 1943 presso il Teccio del Tersè, alla formazione di una Brigata passarono quasi sei mesi e ci volle quasi un anno prima di arrivare alla costituzione della Divisione. Inoltre era intervenuto negativamente, a partire dal 13 novembre '44, il proclama del generale Alexander, Comandante dell'esercito alleato in Italia, che invitava i partigiani a cessare la loro attività per prepararsi alla nuova fase di lotta e per fronteggiare l'inverno. Le direttive impartite furono rese pubbliche e ripetute in varie trasmissioni radiofoniche: esse produssero sconcerto, risentimento e pesanti sospetti sulla volontà degli alleati, soprattutto di Churchill, di voler ridimensionare il movimento partigiano nell'Italia occupata dai tedeschi. Questi sentimenti irritarono particolarmente i partigiani legati ai partiti, ma anche i lavoratori accomunati ormai alla causa partigiana. Sul piano dell'organizzazione generale del movimento partigiano seguì una smobilitazione di persone che indebolì alcune brigate e distaccamenti: qualcuno andò ad aumentare i gruppi clandestini urbani. Questo tuttavia non pregiudicò la tenuta complessiva del sistema organizzativo, contrariamente a quanto ipotizzato dai nazifascisti.
Il sistema partigiano era stato rinfrancato e sostenuto dalla buona riuscita dell'iniziativa definita "il mese del partigiano" che la popolazione intera, insieme alle SAP di Vado Ligure e di Quiliano, aveva organizzato. Nonostante fosse grave e drammatica la situazione economica nel paese e intere famiglie fossero indigenti, vennero raccolte 180 000 lire per aiutare i partigiani sulle montagne a sopravvivere e a superare i rigori dell'inverno, anche se in condizioni impari nei confronti del nemico.

## La battaglia
Nonostante fossero pervenute informazioni dal S.I.M. della Brigata Corradini e da "persone degne di fede" dell'ammassamento di militari per un rastrellamento nella zona di Savona - Vado Ligure - Altare con truppe di San Marco, di SS tedesche con cani poliziotto, nella serata del 27 novembre 1944, una squadra del Distaccamento Calcagno partì comunque dall'accampamento per attaccare la caserma della Guardia di Finanza, dislocata a Porto Vado con le squadre SAP dei Distaccamenti "Ernesto Delitta", "Luigi Caroli" e "Santino Marcenaro". Il colpo era stato accuratamente predisposto dal Comandante del Distaccamento Calcagno, Tancredi Vallarino "Zazà", che aveva inviato fra gli altri i volontari Giovanni De Vita "Leo Carillo" ex ufficiale della San Marco, il volontario Alfredo Masciari "Ventino" e il comandante della Brigata Clelia Corradini Dario Tonolini "Furio", che si era avvalso di buoni elementi delle squadre SAP di Porto Vado, della Valle e di Sant'Ermete. Il tragitto ideato, benché toccasse molte zone sotto il controllo nemico, era stato fatto sorvegliare dai sapisti del luogo. Bisognava comunque oltrepassare lo stabilimento della Fornicoke, salire verso San Genesio, seguire il sentiero del bosco che conduceva in Valgelata, costeggiare la batteria contro aerea e quindi scendere verso l'Aurelia. Il percorso venne eseguito con precisione e cautela fino alla caserma della Guardia di Finanza accanto alla chiesetta di Santa Maria della Visitazione. Il bottino recuperato fu ingente: vennero disarmate le guardie e dall'armeria furono presi due mitragliatori breda, 26 rivoltelle che furono poi lasciate alle SAP della Brigata Corradini, 5 fucili, 40 moschetti, una grande quantità di munizioni e altro materiale da campo. Il ritorno dei sapisti dall'azione militare si verificò senza problemi: tutto funzionò secondo il piano previsto. Il punto di ritrovo fu fissato nella Valle: da qui il materiale sequestrato doveva ripartire per Segno. Il trasporto di tutto il materiale bellico venne facilitato dal prelievo di un carro e di un cavallo, che grazie all'interessamento di Claudio Pontacolone "Mirko" e di Giulio Bertola "Busca" non fu difficile reperire. Con l'aiuto di altri sapisti del Distaccamento "Caroli", Angelo, Giacomo, Giovanni, Nan e del comandante Furio tutto il materiale fu traslocato a Segno. Qui i sapisti del "Grillo" avrebbero poi pensato di farlo pervenire al Distaccamento "F. Calcagno", che da circa due mesi si era accampato in un bosco di noccioli selvatici, sovrastante la località Negrine. Compiuto il trasporto, il gruppo di volontari tornò a dividersi per raggiungere i rispettivi distaccamenti; i sapisti del "Caroli", che avevano seguito il materiale fino a Segno (Angelo, Giulio, Pietro, Giacomo, Giovanni, Nan, Claudio e Dario), risaliti sul carro vuoto si orientarono verso Sant'Ermete; i volontari Leo Carillo e Ventino, dopo aver dato l'estremo saluto al partigiano Vincenzo "Pippo" Pes, esposto nella chiesa di Segno, si mossero per andare al Distaccamento Calcagno. Il ritorno dall'operazione militare stava ormai per concludersi, quando, superato il ponte di Sant'Ermete, apparvero loro dei soldati, quasi alle prime case di "Né Ferré". Furio e Mirko riuscirono a sottrarsi saltando dal carro ed entrando da una porta sulla strada verso un vigneto; gli altri ritornarono sui loro passi "fino alla curva della Pioa" per imboccare poi un sentiero nel bosco. In seguito, nascosti dagli alberi, riconobbero ai bordi della strada in due file i San Marco in tenuta d'assalto; decisero perciò che era meglio salire a Segno percorrendo il sentiero del bosco. Nel cielo, razzi illuminavano le alture verso Valleggia e verso la Vallata di Sant'Ermete, a testimonianza che il rastrellamento nemico era in atto. Angelo, Pietro, Giulio, con alcuni volontari del "Grillo" decisero di pernottare in un casolare a Segno. Il rastrellamento coinvolse in generale con attacchi simultanei anche la III, la IV e la VI Brigata. La III Brigata impegnò il nemico a Carpe, dove il Distaccamento Torcello interruppe la strada demolendo il ponte del "Salto del Lupo" e bloccando il procedere di un'autocolonna di mezzi corazzati ed autoblindo; i Distaccamenti "Ines Negri" e "Torcello", nei pressi di Calizzano, impegnarono per due giorni forti contingenti nemici infliggendo loro gravi perdite; i Distaccamenti "Bonaguro" e "Bruzzone", al passo del Melogno e al Forte Settepani, tennero in scacco tedeschi, San Marco e Monterosa per altri due giorni. La V Brigata perse il suo comandante Bill, ma seppe contenere e combattere da postazioni fisse. La VI Brigata, comandata da Antonio, nell'impossibilità di opporre valida resistenza, dopo essersi spostata con abili manovre più in alto a difesa, si sottrasse al nemico. Fu soprattutto la IV Brigata Garibaldina comandata da "Enrico", Hermann Wygoda, comprendente 3 Distaccamenti, il "Maccari", il "Calcagno", e il "Rebagliati", per un totale di 300 uomini, che riuscì con onore a non cedere all'urto del grande rastrellamento.

## Il monumento delle Rocche Bianche
La IV Brigata aveva combattuto strenuamente, mantenendo le posizioni, costringendo il nemico a fuggire e a lasciare sul campo 300 uomini fra morti e feriti. Nella Brigata Garibaldina i morti furono tre: Giovanni De Vita "Leo Carillo", Carlo Cristoni "Diego" e Tornaghi Alfredo "Job"; i feriti furono due: il Comandante del "Calcagno" Vallarino Tancredi "Zazà" e il comandante del "Maccari" Armando Aiello "Piccolo"; vi furono inoltre tre prigionieri tra i volontari: "Argo", "Irio", "Pino" e due fra i ragazzi delle SAP. I Comuni di Vado Ligure e di Quiliano, per ricordare l'eroica battaglia alle Rocche Bianche, fecero sospendere le attività estrattive della cava di pietra dove era stata sistemata la trincea, contribuirono a valorizzare il sito delle rocce sporgenti poste a difesa del passo, che porta alle Tagliate, ricavando un incavo monumentale in pietra. Nel 1946, grazie allo scultore Achille Cabiati "Michelangelo" le Rocche Bianche vennero ricordate con una scultura di colore bianco che rappresentava il "partigiano che spezza la catena". Successivamente furono scolpiti sulla Roccia i nomi dei tre combattenti caduti durante il rastrellamento e quindi sistemata su una lapide l'epigrafe di Calamandrei. Nel 1984 fu realizzata, dal partigiano e artista Rivo Barsotti "Massa", in occasione del 40º anniversario del rastrellamento alle Rocce Bianche, la copia della scultura il Partigiano che spezza la catena di A. Cabiati, ma in cotto rossiccio, con sotto una lapide comprendente i nomi dei tre caduti in combattimento. Dopo l'atto vandalico compiuto nell'ottobre 1994 da ignoti naziskin contro i simboli del ricordo partigiano, l'architetto Carlo Daniele, a nome dell'ANPI, ricostruì la parte inferiore del monumento (1995).

## L'epigrafe di Calamandrei

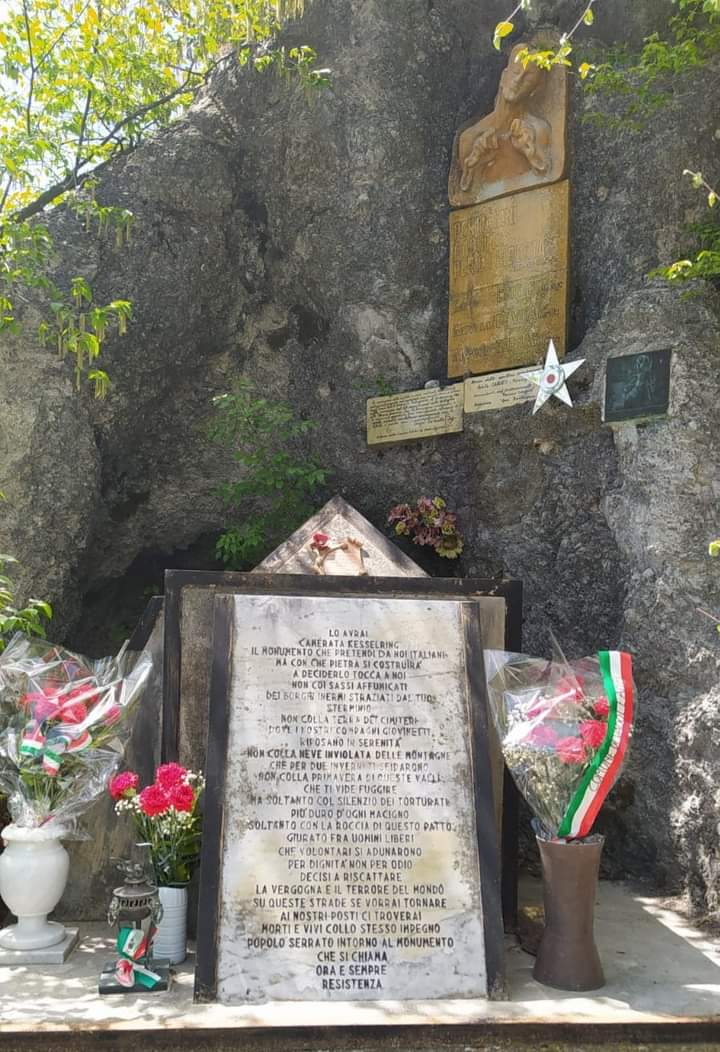
L'epigrafe

L'epigrafe di Calamandrei fu scritta il 4 dicembre 1952, VIII Anniversario del sacrificio di Duccio Galimberti:
(Piero Calamandrei, Lapide ad ignominia)